# 井上輝子
井上 輝子（いのうえ てるこ、1942年3月27日 - 2021年8月10日）は、日本の社会学者、女性学者。和光大学名誉教授。

## 略歴
東京生まれ。別名・辺（ほとり）輝子。県立静岡高校から都立九段高校を経て、東京大学文学部社会学科卒業。1971年、同大学院社会学研究科新聞学修了。1970年、立教大学助手、1973年、和光大学助教授となり、1984年、同教授。2012年、定年退職、名誉教授。 
1970年代初頭のウーマンリブ運動に参加する中で女性学と出会い、和光大学で女性学講座を担当。日本出版学会賞受賞。日本女性学研究会設立、日本女性学会代表幹事を務めるなど、日本における女性学の基礎を築いた。山川菊栄記念会代表、山川菊栄賞（山川菊栄記念婦人問題研究奨励金）選考委員長やNPO 法人ウィメンズアクションネットワーク（WAN）のミニコミ図書館に尽力するなど女性学研究の発展や女性情報の発信にも積極的にかかわった。 
2021年8月10日、悪性リンパ腫のため死去。79歳没。

## 著書
- 『女性学とその周辺』勁草書房 1980
- 『女性学への招待 変わる/変わらない女の一生』有斐閣選書 1992
- 『新・女性学への招待 変わる/変わらない女の一生』有斐閣選書 2011
- 『日本のフェミニズム -- 150年の人と思想』有斐閣、2021年12月。ISBN 978-4-641-17473-3。  - 急逝した氏の遺著となった[6]

### 共編著
- 『女性雑誌を解読する Comparepolitan 日・米・メキシコ比較研究』女性雑誌研究会共編. 垣内出版 1989
- 『女性のデータブック 性・からだから政治参加まで』江原由美子共編 有斐閣 1991
- 『日本のフェミニズム』全10巻　上野千鶴子、江原由美子、天野正子共編 岩波書店 1994
- 『ビデオで女性学 映画のなかの女性を読む』西山千恵子, 細谷実,木村榮, 福島瑞穂共著 有斐閣ブックス 1999
- 『岩波女性学事典』江原由美子,加納実紀代, 上野千鶴子,大沢真理共編 岩波書店 2002
- 『新編日本のフェミニズム』全10巻 天野正子、伊藤公雄、伊藤るり、上野千鶴子、加納実紀代、江原由美子共編 岩波書店 2009
- 『憲法でまなぶ「自由、人権、平和」 知らないでは、すまされない!』齊藤小百合,内海愛子, 八柏龍紀, 西澤清, 山田省三, 丸山重威, 長谷部貴俊, 津田公男共著 労働大学出版センター（労大ブックレット）2013

### 翻訳
- J.ディッキー, キャス・デイビス, テレサ・ストラトフォード編『メディア・セクシズム 男がつくる女』女性雑誌研究会共編訳. 垣内出版 1995

## 論文
- CiNii 井上輝子